# Гиппократид
Гиппократид — возможно, царь Спарты из династии Еврипонтидов, правивший, вероятно, в начале VI века до н. э.
Имя Гиппократида в своей «Истории» приводит Геродот при перечислении предков царя Леотихида II — одного из командующих греческим флотом во время битвы при Микале, произошедшей в 479 году до н. э. У Павсания Гиппократид не назван. Однако, как отметил П. Картледж, Гиппократид упоминается в обнаруженном папирусе из Оксиринха начала пятого века до н. э., текст которого приписывается Симониду или Вакхилиду. Как отметила Л. Г. Печатнова, Гиппократид, сын Леотихида I, правил Спартой в начале VI века до н. э. Его сыном был Агесилай, возможно, также Агасикл.